# Hoplitis insolita
Hoplitis insolita là một loài Hymenoptera trong họ Megachilidae. Loài này được Benoist mô tả khoa học năm 1928.